# Спиральный ластохвост
Спиральный ластохвост (лат. Hydrophis spiralis) — вид морских змей из семейства аспидов. Ядовиты.

## Описание
Возможно, это длиннейший из видов морских змей. Длина представителей достигает 2,75 м. Головы взрослых особей обычно жёлтые. Общая длина самцов в среднем составляет 1,62 м, а самок 1,8 м, длина хвоста 140 и 120 мм соответственно

## Распространение
Индийский и Тихий океаны. В том числе Персидский залив, море у побережий Бангладеш, Омана, ОАЭ, Ирана, Пакистана, Шри-Ланки, Индии, Индонезии, Малайзии, Филиппин, Китая и Новой Гвинеи, а также у Новой Каледонии и Луайоте.